# 1991年の国際連合事務総長の選出
1991年の国際連合事務総長の選出は、1991年12月31日に2期目の任期が満了するハビエル・ペレス・デ・クエヤルの後任を決めるために行われた。エジプトのブトロス・ブトロス＝ガーリが選出され、初のアフリカ出身の事務総長となった。
1991年の選出では、冷戦の終結を迎え、超大国間の対立から脱却した「新世界秩序」への期待が高まっていた。その期待に応えるかのように、この選出は過去数十年で最もスムーズに行われた。いずれの候補者に対しても拒否権が行使されず、1981年や1971年の選出が膠着状態になったのとは対照的だった。1981年の選出で膠着状態からの脱却のために用いられた事前投票が、初めて1回目の投票から採用され、今後の選出における標準的な手順となった。また、第三世界の国々がアフリカ以外の候補者に事務総長職を与えないように投票したため、事務総長職の地域グループ持ち回りの原則が確立された。

## 背景
1991年以前、アフリカから事務総長が誕生したことはなかった。1981年の第1回投票では、タンザニアのサリム・アハメド・サリムが最多得票を獲得したが、アメリカの拒否権により阻止された。その後、中国がヴァルトハイムに16回、アメリカがサリムに15回も拒否権を行使し、選出は行き詰まった。その後、両者が立候補を辞退し、ラテンアメリカ初の事務総長としてハビエル・ペレス・デ・クエヤルが選ばれた:411。
ペレス・デ・クエヤルの2期目の任期が満了する1991年、アフリカから事務総長候補を探すキャンペーンが始まった。アフリカ統一機構は、加盟国が国連総会でアフリカ以外の候補者に反対票を投じることを約束した。非同盟運動も、アフリカからの6人の公式候補者を支持した。非同盟運動は国連総会で過半数の票を持っているため、安全保障理事会が推薦する候補者を否決することができた。中国は再びアフリカ出身の候補者の支持を表明した。しかし、安保理の他の4つの常任理事国は、地域グループ持ち回りの原則を否定していた。ソ連とフランスはペレス・デ・クエヤルの任期を2年ほど延長することも検討したが、ペレス・デ・クエヤルは引退を決意した。

## 候補者
アフリカ出身の候補者のうち6人は、アフリカ統一機構によって推薦された。それ以外の2人は自国からの指名だった。アフリカ出身者以外の指名もあった。
| 公式の候補者 | 公式の候補者                       | 公式の候補者                     | 公式の候補者         | 公式の候補者                                       |
| ------------ | ---------------------------------- | -------------------------------- | -------------------- | -------------------------------------------------- |
| 肖像         | 候補者                             | 地位                             | 指名国・者           | 地域グループ                                       |
|              | サドルッディーン・アーガー・ハーン | 国連イラク救援活動代表           | 不明                 | アジア太平洋グループ、西ヨーロッパ・その他グループ |
|              | ブトロス・ブトロス＝ガーリ         | 元エジプト外務大臣               | アフリカ統一機構     | アフリカグループ                                   |
|              | ハンス・バン・デン・ブリュック     | オランダ外務大臣                 | 不明                 | 西ヨーロッパ・その他グループ                       |
|              | グロ・ハーレム・ブルントラント     | ノルウェー首相                   | 不明                 | 西ヨーロッパ・その他グループ                       |
|              | バーナード・チゼロ                 | 世界銀行開発委員会議長           | アフリカ統一機構     | アフリカグループ                                   |
|              | ケネス・ダジ                       | 国際連合貿易開発会議事務総長     | アフリカ統一機構     | アフリカグループ                                   |
|              | ジェームズ・ジョナ                 | 国連事務次官（特別政治問題担当） | アフリカ統一機構     | アフリカグループ                                   |
|              | マイケル・ドゥー＝キング           |                                  | 不明（安保理理事国） | アフリカグループ                                   |
|              | ラウル・マングラプス               | フィリピン外務大臣               | 不明                 | アジア太平洋グループ                               |
|              | ブライアン・マルルーニー           | カナダ首相                       | [ 8 ]                | 西ヨーロッパ・その他グループ                       |
|              | オルシェグン・オバサンジョ         | 元ナイジェリア最高指導者         | アフリカ統一機構     | アフリカグループ                                   |
|              | ンゲマ・フランシス・オウォノ       | 元ガボン文化大臣                 | アフリカ統一機構     | アフリカグループ                                   |
|              | トールヴァル・ストルテンベルク     | ノルウェー外務大臣               | 不明                 | 西ヨーロッパ・その他グループ                       |
|              | クシシュトフ・スクビシェフスキ     | ポーランド外務大臣               | 不明                 | 東ヨーロッパグループ                               |
|              | ンサンゼ・テレンス                 | 元ブルンジ国連大使               | ブルンジの旗         | アフリカグループ                                   |

## 投票
1971年と1981年の選出では、常任理事国のうち2か国がそれぞれ対立する候補者に拒否権を発動し続ける「拒否権争い」となり、膠着状態に陥った。1981年の選出では、候補者への支持率を測るために事前投票が採用され、最終的に決着した。
事前投票では、無記名による投票が行われる。各理事国は、それぞれの候補者に対して「推奨(encourged)」「落胆(discouraged)」「意見なし(no opinion)」のいずれかの票を投じる。候補者が絞られると、常任理事国は色つきの投票用紙で、非常任理事国は白い投票用紙で投票する。これにより、いずれかの常任理事国が拒否権を行使する意思があることがわかるが、どの国であるかは（外交官によるリークなどがなければ）わからないため、拒否権争いに陥る可能性が低くなる。
1991年の選出では、最初から事前投票が採用され、今後の選出の前例となった。安保理は、6週間かけて6回の事前投票を行った:411–412。10月10日に行われた1回目の事前投票は、一部の候補者のみに対して行われた。2回目の投票は10月21日に行われ、9人の候補者全員に対する投票が行われた。2回目の事前投票では、エジプトのブトロス・ブトロス＝ガーリとジンバブエのバーナード・チゼロがそれぞれ10票を獲得してトップに立った。アフリカ出身者以外では、オランダのハンス・バン・デン・ブリュックが8票でトップだったが、選出に必要な票数には1票足りなかった:411–412。
10月25日に行われた3回目の事前投票でも、ブトロス＝ガーリとチゼロが勝利した。アフリカ出身者以外には、いずれも7票以上の「落胆」票が投じられた。しかし、第三世界の国々がアフリカ出身のの候補者全員に投票したわけではなく、中には7票に満たない候補者もいた。ここで、カナダ首相のブライアン・マルルーニーは、ケベック州のカナダからの分離独立の可能性が高まったことから、選挙戦から脱落した。
11月11日に4回目の事前投票が行われた。第三世界の足並みが揃わず、オランダのハンス・バン・デン・ブリュックに「落胆」票が6票しか入らなかった。
11月12日に行われた5回目の事前投票では、拒否権行使の意思の有無を明らかにするため、常任理事国の投票用紙が青色に変更された。この投票ではチゼロが1位になった。チゼロ、ブトロス＝ガーリのいずれに対しても、常任理事国の中に「落胆」票を投じた国はなかった。アフリカ出身の候補者に対する拒否権行使はなかったが、それ以外の候補者には全て常任理事国の「落胆」票が投じられた。
11月21日に行われた6回目の事前投票で、明確な勝者が決まった。11-0-4でブトロス＝ガーリが選出された。2位のチゼロは7-2-6だった:411–412。フランスとベルギーは、アメリカが妥協案を出すために選考を遅らせているのではないかという懸念から、チゼロの支持者4人にチゼロへの投票をやめるよう説得し、ブトロス＝ガリへの支持に回った。
事前投票の結果に従って、安全保障理事会は全会一致でブトロス・ブトロス＝ガーリを総会に推薦した（決議720）。総会は満場一致でブトロス＝ガーリを1996年12月31日までの任期で次期国際連合事務総長に任命した。
| サドルッディーン・アーガー・ハーン |        |        |        | 5      |        |        |      |      |      | 4    | 8 (0P) | 3    | 4    | 7    | 4    |      |      |      |
| ブトロス・ブトロス＝ガーリ         | 10     |        |        | 9      |        |        | 11   | 1    | 3    | 10   | 2 (0P) | 3    | 11   | 0    | 4    |      |      |      |
| ハンス・バン・デン・ブリュック     | 8      |        |        | 5      |        |        | 5    | 6    | 4    |      | ? (P)  |      | 5    | 7    | 3    |      |      |      |
| グロ・ハーレム・ブルントラント     |        |        |        | 2      |        |        |      |      |      |      | ? (P)  |      | 1    | 8    | 6    |      |      |      |
| バーナード・チゼロ                 | 10     |        |        | 9      |        |        | 10   | 2    | 3    | 11   | 1 (0P) | 3    | 7    | 0    | 6    |      |      |      |
| ケネス・ダジ                       | 7      |        |        | 5      |        |        |      |      |      |      |        |      | 6    | 4    | 5    |      |      |      |
| ジェームズ・ジョナ                 |        |        |        | 6      |        |        |      |      |      |      |        |      | 5    | 5    | 5    |      |      |      |
| マイケル・ドゥー＝キング           |        |        |        | 5      |        |        |      |      |      |      |        |      | 6    | 4    | 5    |      |      |      |
| ラウル・マングラプス               |        |        |        | 3      |        |        |      |      |      |      | ? (P)  |      |      |      |      |      |      |      |
| ブライアン・マルルーニー           |        |        |        | 5      |        |        | 辞退 | 辞退 | 辞退 | 辞退 | 辞退   | 辞退 | 辞退 | 辞退 | 辞退 | 辞退 | 辞退 | 辞退 |
| オルシェグン・オバサンジョ         |        |        |        | 7      |        |        | 9    | 4    | 2    |      |        |      |      |      |      |      |      |      |
| ンゲマ・フランシス・オウォノ       |        |        |        | 6      |        |        |      |      |      |      |        |      | 3    | 3    | 9    |      |      |      |
| トールヴァル・ストルテンベルク     |        |        |        | 2      |        |        |      |      |      |      |        |      | 2    | 9    | 4    |      |      |      |
| クシシュトフ・スクビシェフスキ     | 未指名 | 未指名 | 未指名 | 対象外 | 対象外 | 対象外 |      |      |      |      |        |      | 2    | 8    | 5    |      |      |      |

|  | 拒否権を持つP5加盟国から少なくとも1つの推奨票を受けた候補者 |
|  | 拒否権を持つP5加盟国から少なくとも1つの落胆票を受けた候補者 |

## 1996年の選出
1期目の任期が満了する1996年、ブトロス＝ガーリ以外に立候補者はなく、安保理の15か国中14か国からの賛成票を得た。しかし、しかし、国連平和維持活動や国連分担金の未払いをめぐる対立から、アメリカが拒否権を行使した。他の安保理理事国がアメリカを説得できなかったため、1996年の選出は他の候補者にも門戸が開かれた。2期目に立候補して拒否されたのは、ブトロス＝ガーリが唯一である。